# Goianésia do Pará
Goianésia do Pará est une municipalité brésilienne située dans l'État du Pará.